# 卡尔·路德维希·迪尔
卡尔·路德维希·迪尔（德語：Karl Ludwig Diehl，1896年8月14日—1958年3月8日）是德國電影演員。從1924年到1957年，他出演了66部電影。他的父親是德國无政府主义教授卡尔·迪尔。